# معاملة المثليين في جنوب إفريقيا
يتمتع الأشخاص من المثليين والمثليات ومزدوجي التوجه الجنسي والمتحولين جنسياً (اختصاراً: LGBT) في جنوب إفريقيا بالحقوق نفسها التي يتمتع بها المغايرون. لجنوب أفريفيا تاريخ معقد ومتنوع فيما يتعلق بحقوق المثليين. وقد تأثر الوضع القانوني والاجتماعي لحوالي 400,000-2,000,000 من الأفراد المثليين والمثليات ومزدوجو التوجه الجنسي والمتحولين جنسياً الجنوب إفريقيين بمجموعة من الأعراف التقليدية والاستعمار والآثار المتبقية من فترة الأبارتايد وحركة حقوق الإنسان في البلاد والتي ساهمت في إلغاء ذلك.
كان دستور جنوب إفريقيا في مرحلة ما بعد الأبارتيد الأول في العالم الذي يقوم بحظر التمييز على أساس التوجه الجنسي، وتعد جنوب إفريقيا خامس دولة في العالم، والأولى في إفريقيا، التي تُشرع زواج المثليين. كما يمكن للأزواج المثليين أن يقوموا بتبني الأطفال بشكل مشترك، وللأزواج المثليين الحق في الوصول لأطفال أنابيب وتأجير الأرحام التجاري.
ومع ذلك، لا يزال المواطنون من المثليات والمثليين ومزدوجو التوجه الجنسي والمتحولين يواجهون تحديات كبيرة، بما في ذلك وصمة العار الاجتماعية والعنف ورهاب المثلية (الاغتصاب التصحيحي بشكل خاص)، وارتفاع معدلات الإصابة بفيروس العوز المناعي البشري / الإيدز.

## تاريخ المثليين في جنوب إفريقيا
تم توثيق المثلية الجنسية والعلاقات الجنسية المثلية بين مختلف التجمعات في جنوب إفريقيا المعاصرة. في القرن الثامن عشر، كان شعب خويخوئيون يعترف ب«كويتسيري» (koetsire)، وهو مصطلح يشير إلى الرجل الذي يكون الطرف السالب في العلاقة الجنسية مع رجل آخر، و«سوريغيس» ("soregus")، والذي يشير إلى ممارسة العادة السرية المثلية عادة بين الأصدقاء. كما توجد آثار تتحدث الجماع الشرجي والعلاقات الجنسية المثلية بين النساء، على الرغم من قلة ذلك. كان لدى شعوب البانتو، وأبرزها شعب الزولو، وشعب باسوتو، وشعب مبوندو وشعب تسونغا، تقليد من الشباب (يسمون «إنكوتشان» (inkotshane) في لغة الزولو، «بوكونتشانا» (boukonchana) في اللغة السوثوية، «تينكونكانا» (tinkonkana) في لغة مبوندو، و«نكونستانا» (nkhonsthana) في لغة تسونغا، المعروف أيضا ب«الولد-الزوجة» باللغة الإنجليزية) الذين يرتدون عادة لباس النساء، (ويلبسون الأثداء حتى) ويقومون بالأعمال المرتبطة بالمرأة، مثل الطبخ وجلب الماء والحطب، وكانو يفاخذون مع أزواجهم الأكبر سنا («نوما» ("numa") في لغة الزولو ولغة سيسوتو، و«نيما» ("nima") في لغة مبوندو ولغة تسونغا). بالإضافة إلى ذلك، لم يُسمح لهم بتربية اللحى أو ممارسة العادة السرية. عند الوصول إلى مرحلة الرجولة، سيتم حل العلاقة، ويمكن للولد-الزوجة أن يأخذ «إنكوتشان» (inkotshane) خاصا به إذا أراد ذلك. هذه العلاقات، المعروفة أيضًا باسم «زواج المناجم» كانت شائعة بين عمال المناجم، وتواصلت بشكل واضح في خمسينات القرن العشرين. عادة ما يتم مناقشتها كعلاقات مثلية، على الرغم من أنه يتم مناقشة الولد-الزوجة في بعض الأحيان في سياق المتحولين جنسياً.
كان لدى شعوب البانتو الأخرى، بما في ذلك شعب "تسوانا'، وشعب نديبيلي، تقاليد القبول أو اللامبالاة تجاه العلاقات الجنسية المثلية. قبل المعركة، كان محاربو نديبيلي الذكور، وكذلك محاربي الزولو، يمارسون الجنس مع بعضهم البعض، وعادة ما يكون مفاخذة. غالباً ما يصبح الرجال المتأنثون في مجتمع نديبيلي إما معالجين أو قادة روحيين. في هذه المجتمعات، لم يُنظر إلى المثلية الجنسية على أنها نقيض للمغايرة الجنسية. كان هناك حرية واسعة للقيام بالاثنين، والقيام بالنشاط الجنسي مع كل من الرجال والنساء.
هناك بعض الأدلة التي تفيد بأن شاكا، ملك زولو الشهير، قد أقام علاقات جنسية مثلية. في العصر الحديث، يعترف مجتمع الزولو أيضا ب«سكيسانا» skesana، وهو لفظ يشير إلى الرجال المثليين المتأنثين أو المتحولين جنسيا (عادة الأشخاص الذين ولدوا من الذكور ولكن الذين يتصرفون ويلبسون كالإناث) الذين يقيمون علاقات جنسية مثلية مع الرجال، و«إنجونغا» ("injonga")، وهو لفظ يشير إلى الرجال مثليي الجنس.
تاريخياً، تم حظر النشاط الجنسي بين الرجال في جنوب إفريقيا باعتبارها جريمة ضمن القانون العام والتي كانت تعرف بالـ«سدومية» و«الجرائم الجنسية غغير الطبيعية»، والتي وُرثت من القانون الروماني-الهولندي. في عام 1969 حظرَ تعديل لقانون اللاأخلاقية الرجال من المشاركة في أي نشاط جنسي في حال وجود أكثر من شخصين. خلال السبعينات والثمانينات، كان نشاط حقوق المثليين من بين العديد من حركات الدفاع عن حقوق الإنسان في البلاد، مع وجود مجموعات تختص بحقوق مجتمع المثليين فقط ومجموعات أخرى تدعو لحملة أوسع لحقوق الإنسان. في عام 1994 تم تشريع النشاط الجنسي بين الذكور، أما بالنسبة للنشاط الجنسي بين الإناث فلطالما كان قانونياً (كما هو الحال مع بقية المستعمرات البريطانية السابقة). في وقت إصدار التشريع في نفس العام، تم تعيين 19 كالسن القانوني للمارسة الجنسية من نفس الجنس، وبغض النظر عن الجنس. في شهر مايو من عام 1996، أصبحت جنوب إفريقيا أول ولاية قضائية في العالم تقوم بتوفير حماية دستورية للمثليين والمثليات ومزدوجي التوجه الجنسي والمتحولين جنسياً؛ حيث ينص القسم رقم 9 (3) من دستور جنوب إفريقيا على رفض التمييز على أساس العرق أو الجنس أو التوجه الجنسي، وأسساسات أخرى. اعتباراً من 1 يناير عام 2008 تم رسمياً إلغاء جميع الأحكام التي تُميز ضد المثليين. وشمل ذلك المساواة في السن القانوني للنشاط الجنسي المثلي والمغاير على 16 سنة، وتم تعريف جميع الجرائم الجنسية باستخدام عبارات محايدة جنسيا.

### حقبة الأبارتيد
كانت حكومة الأبارتايد معادية لحقوق المثليين. كانت المثلية الجنسية جريمة يُعاقب عليها بالسجن لمدة تصل إلى سبع سنوات. وقد تم استخدم هذا القانون لمضايقة وتجريم النشطاء المدافعين عن حقوق المثليين ومنع فعاليات وأحداث مجتمع المثليين في البلاد.
تشكلت في أواخر السبعينات عدة منظمات جنوب إفريقية معنية بالدفاع عن حقوق المثليين، في الوقت الذي عزز فيه الحزب الوطني الحاكم قانون السدومية الوطني عام 1976. ومع ذلك وحتى أواخر الثمانينات غالباً ما كانت منظمات المثليين منقسمة على أسس عرقية وعلى مسألة الأبارتيد السياسية. كانت «رابطة المثليين في جنوب إفريقيا» والتي اتخذت من منطقة هيلبرو وسط جوهانسبرغ مقراً لها، منظمة غلب عليها البيض والتي تجنبت في البداية اتخاذ موقف رسمي بشأن الأبارتيد، في حين تأسست «منظمة راند غاي» (بالإنجليزية: Rand Gay Organization) والتي ظهرت كمنظمة متعددة الأعراق ومعارضة لنظام الأبارتيد. في الانتخابات العامة عام 1987 قامت كل من «رابطة المثليين في جنوب إفريقيا» ومجلة «إكزت» للمثليين بدعم ليون دي بير وهو مرشح الحزب الوطني الحاكم عن منطقة هيلبرو، شكل تشجيع حملة المرشح توترات بين النشطاء المثليين الذين أرادوا الاصطفاف إلى جانب حزب المؤتمر الوطني الافريقي ودعم المقاومة الداخلية ضد الأبارتيد وأولئك الذين يريدون التركيز على حقوق المثليين فقط ضمن سياسة الأبارتيد. تم حلّ «رابطة المثليي لجنوب إفريقيا» في أعقاب الحملة الانتخابية، وحلّ محلها منظمة مقرها كيب تاون تحت اسم «المثليات والمثليون ضد الاضطهاد».
منذ الستينات إلى أواخر الثمانينات، أجبرت قوات دفاع جنوب إفريقيا الجنود البيض من المثلييين والمثليات للخضوع لمختلف «العلاجات» الطبية لميولهم الجنسية، بما في ذلك عمليات تغيير الجنس. تم تسليط الضوء على المعاملة التي تعرض لها الجنود المثليين في الجيش الجنوب إفريقي في فيلم وثائقي عام 2003 بعنوان «ملكية الدولة».

### حقبة ما بعد الفصل العنصري

في عام 1993، أقر المؤتمر الوطني الإفريقي، في وثيقة الحقوق، الاعتراف القانوني بزواج المثليين، وحظر الدستور المؤقت التمييز على أساس التوج الجنسي. تم حفظ هذه الأحكام في الدستور الجديد، الذي تمت الموافقة عليه في عام 1996، بسبب جهود الضغط التي قام بها النشطاء المثليون جنوب الإفريقيين. ونتيجة لذلك، أصبحت جنوب إفريقيا أول دولة في العالم تحظر صراحة التمييز القائم على التوجه الجنسي في دستورها. بعد سنتين، حكمت المحكمة الدستورية لجنوب إفريقيا في قضية تاريخية بأن القانون الذي يحظر العلاقات المثلية بين البالغين المتراضين في الاماكن المغلقة ينتهك الدستور.
في عام 1994، خلال خطاب تنصيبه كرئيس، صرح نيلسون مانديلا بما يلي:
| « | "في الثمانينيات من القرن الماضي، كان المؤتمر الوطني الإفريقي لا يزال يسير بخطى حثيثة، كونه أول تشكيل سياسي رئيسي في جنوب إفريقيا يلتزم التزاما صارما بقانون الحقوق، الذي نشرناه في نوفمبر 1990. وتعكس هذه المعالم الرئيسية ما يمكن أن تصبح عليه جنوب إفريقيا. إنهم يتحدثون عن نظام دستوري وديمقراطي وسياسي ينص القانون على توفير الحماية المتساوية لجميع المواطنين، بغض النظر عن اللون أو الجنس أو الدين أو الرأي السياسي أو التوجه الجنسي. | » |

صمم يوجين بروكمان علم فخر المثليين لجنوب إفريقيا، وهو مزيج من علم فخر المثليين والعلم الوطني لجنوب إفريقيا. وقال بروكمان "أعتقد حقاً أننا (كمجتمع المثليين) وضعنا انبهارًا في بلدنا بلد قوس قزح، وهذا العلم هو رمز لذلك". وتشمل الأغراض المنصوص عليها في العلم الاحتفال القانوني بزواج المثليين في جنوب إفريقيا، ومعالجة قضايا مثل التمييز، رهاب المثلية، الاغتصاب التصحيحي وجرائم الكراهية. العلم هو رمز فخر للمثليين يهدف إلى عكس حرية وتنوع الأمة الجنوب إفريقية ويبني الفخر بكوننا أفرادا من مجتمع المثليين الجنوب إفريقيين."
في عام 1998، أقر البرلمان قانون المساواة في العمل. يحمي القانون من التمييز في العمل على أساس التوجه الجنسي، من بين فئات أخرى. في عام 2000، تم توسيع نطاق الحماية المماثلة لتشمل المرافق والخدمات العامة، مع دخول قانون تعزيز المساواة ومنع التمييز غير العادل حيز التنفيذ.
في ديسمبر / كانون الأول 2005، قضت المحكمة الدستورية لجنوب إفريقيا بعدم دستورية منع الأشخاص المثليين من الزواج عندما يُسمح بذلك للأشخاص المغايرين، ومنح برلمان جنوب إفريقيا عامًا واحدًا لإصدار تشريع يسمح بالاعتراف القانوني بالعلاقات المثلية. في نوفمبر 2006، صوت البرلمان بأغلبية 230 صوتًا لصالح مقابل 41 صوتًا ضد (230-41) على مشروع قانون يسمح بزواج المثليين المدني، وكذلك بالاتحادات المدنية للشركاء غير المتزوجين المغايرين والمثليين. ومع ذلك، يمكن لموظفي الخدمة المدنية ورجال الدين رفض عقد زواج المثليين. لم يدعم جميع أعضاء حزب المؤتمر الوطني الإفريقي القانون الجديد. كان الرئيس السابق لجنوب إفريقيا جاكوب زوما من بين أكثر خصومه صراحة، حيث زعم في عام 2006 أنه «عندما كنت في صغري، كان لن يقف أمامي أي» أونغكينغيلي" "ungqingili«(وهو مصطلح بلغة الزولو يعني مثلي الجنس). وكنت سأضربه». وعلى عكس زوما، فإن خلفه سيريل رامافوزا، فإنه بعتبر صديقا لمجتمع المثليين، وله سجل إيجابي فيما يتعلق بالأشخاص من مجتمع المثليين وحقوقهم. في عام 2017 قال في الاحتفال بشهر تاريخ المثليين: «إنها لحقيقة محزنة أن مجتمع المثليين في أمتنا هم من بين الفئات الأكثر ضعفًا وتهميشًا. إنهم يعانون من التمييز والعنف وسوء المعاملة. يجب علينا كأمة أن نفعل ما هو أفضل مما نحن عليه الآن. لقد ولدنا جميعًا بالطريقة التي نحن بحاجة إلى دعم واحتضان واحترام بعضنا البعض، وعندما نتعامل مع بعضنا البعض بكرامة، نكون جميعًا أكثر كرامة، وعندما نعامل بعضنا بعضًا باحترام، نحترم بعضنا جميعًا، وعلينا جميعًا المساهمة في إنشاء مجتمع أكثر عدلاً ومساواة وأمانًا. يجب على كل جنوب إفريقي أن يحمّل نفسه ومجتمعاتنا ومؤسساتنا وحكومتنا مسؤولية دعم قوانيننا وحماية حقوق الجميع في جنوب إفريقيا».
في عام 2019، أشمل سيريل رامافوزا الأشخاص المثليين والمثليات في خطاب تنصيبه الرئاسي، قائلًا:
| « | "دعونا ننهي السيادة التي يطالب بها الرجال على النساء، وحرمانهم من الفرص، والإيذاء والعنف، والإهمال، وتجاهل الحقوق المتساوية لكل شخص. دعونا نبني مجتمعًا يحمي ويقيم الفئات المستضعفة والذي أصبح هامشيًا لفترة طويلة. مجتمع لا تكون فيه الإعاقة عائقًا، وحيث يوجد تسامح، ولا يتم فيه الحكم على أي شخص بناءً على توجه الجنسي، حيث لا يعاني أي شخص من التمييز بسبب لون بشرته أو لغة ولادته أو بلده الأصلي. | » |

## قانونية النشاط الجنسي المثلي
حكمت شعبة مقاطعة كيب من المحكمة العليا في 4 آب 1997 في قضية «إس ضد كامفر»، وبأن جريمة «السدومية» في القانون العام تتعارض مع الحقوق الدستورية في المساواة والخصوصية، وأنها لم تعد موجودة باعتبارها عندما دخل الدستور المؤقت حيز التنفيذ في 27 أبريل 1994. وبصورة قاطعة، لم يطبق هذا الحكم إلا على جريمة السدومية وليس على القوانين الأخرى التي تجرم الجنس بين الرجال، وكان أيضًا سابقة ملزمة فقط ضمن نطاق اختصاص محكمة الكيب. في 8 أيار/مايو 1998، في قضية الائتلاف الوطني للمثليين والمثليات للمساواة ضد وزير العدل، حكمت شعبة مقاطعة ويتوايترسراند من المحكمة العليا بأن جرائم القانون العام الخاصة بالسدومية و «ارتكاب فعل جنسي غير طبيعي»، وكذلك المادة 20أ من «قانون الجرائم الجنسية»، غير دستورية. أكدت المحكمة الدستورية هذا في 9 أكتوبر من نفس العام. ينطبق الحكم أيضا بأثر رجعي على الأعمال التي ارتكبت منذ اعتماد الدستور الانتقالي في 27 نيسان / أبريل 1994.
على الرغم من عدم تجريم الجنس المثلي بين الرجال، فإن السن القانونية للعلاقات الجنسية المثلية الذي حدده قانون الجرائم الجنسية كان 19 ولكنه كان 16 سنة فقط للعلاقات الجنسية المغايرية. وقد تم تصحيح هذا في عام 2007 بموجب «قانون تعديل القانون الجنائي (الجرائم الجنسية والمسائل ذات الصلة)»، الذي وضع قانون الجرائم الجنسية على أساس جنساني وتوجيه محايد، وحدد 16 سنة على أنها سن القانونية للعلاقات الجنسية المثلية أو المغايرة الموحد. في عام 2008، على الرغم من أن القانون الجديد دخل حيز التنفيذ، أعلن عن عدم دستورية اللامساواة السابقة في السن القانونية بين العلاقات الجنسية المثلية والمغايرة في قضية غيلدينهويس ضد المدير العام للنيابة العامة، مع تطبيق الحكم مرة أخرى بأثر رجعي من 27 أبريل 1994.

## الاعتراف القانوني بالعلاقات المثلية

حفل زواج مثلي في عام 2007

في 1 كانون الأول/ديسمبر 2005، وفي قضية وزير الداخلية ضد فوري، حكمت المحكمة الدستورية بأنه من غير الدستوري أن تمنع الدولة على الأزواج المثليين القدرة على الزواج، وأعطت البرلمان عامًا واحدًا لتصحيح الموقف. في 30 نوفمبر 2006، دخل قانون الاتحاد المدني حيز التنفيذ. على الرغم من اسم القانون إلا أنه ينص على زواج المثليين. في الواقع، يسمح القانون للأزواج المثليين والأزواج المغايرين بالدخول في اتحادات، ويسمح للزوجين باختيار تسمية إاتحادهم إما بالزواج أو الشراكة المدنية. أيا كان الاسم المختار، فإن النتائج القانونية هي نفسها كتلك التي ينص عليها قانون الزواج (الذي يسمح فقط بزواج المغايرين).
قبل تشريع زواج المثليين، اعترفت قرارات المحاكم والقوانين الأساسية بشراكات دائمة بين المثليين لأغراض مختلفة، ولكن لم يكن هناك نظام لتسجيل الشراكات المنزلية. تشمل الحقوق المعترف بها أو التي تمددها المحاكم واجب التعايش بين الشركاء، واستحقاقات الهجرة، واستحقاقات التوظيف والمعاشات التقاعدية، والتبني المشترك، وحقوق الوالدين بالنسبة للأطفال الذين يولدون من خلال التلقيح الاصطناعي، والمطالبة بالدعم والمال في حال ُقتل أحد الشركاء بإهمال، والميراث. وتشمل الحقوق التي مددها النظام الأساسي الحماية من العنف العائلي والحق في إجازة لمسؤولية الأسرة.

## التبني وتنظيم الأسرة
وقد حدد عدد من أحكام المحكمة العليا أن التوجه الجنسي لأحد الوالدين ليس مسألة ذات صلة في القرارات المتعلقة بحضانة الأطفال. في عام 2002، منح حكم المحكمة الدستورية في قضية دو تويت ضد وزير الرفاه والتنمية السكانية حقوق التبني للشركاء والأزواج المثليين كالأزواج المغايرين، مما سمح للأزواج بتبني الأطفال بشكل مشترك والسماح بتبني أحد الشريكين للطفل البيولوجي للشريك الآخر. ومنذ ذلك الحين تم استبدال قانون التبني ب«قانون الطفل، 2005» الذي يسمح بتبني الأزواج و «الشركاء في شراكة حياة منزلية دائمة» بغض النظر عن توجههم الجنسي.
وفي عام 1997، أصبح التلقيح الاصطناعي، الذي كان يقتصر في السابق على النساء المغايريات المتزوجات قانونياً للنساء غير المتزوجات بما في ذلك النساء مثليات الجنس. في قضية جاي ضد المدير العام، إدارة الشؤون الداخلية في عام 2003، حكمت المحكمة الدستورية بأن الطفل المولود بالتلقيح الاصطناعي لزوجين مثليين يجب اعتباره شرعيا، وبأنه يحق للشريك الذي ليس الوالد البيولوجي أن يعتبر الأب الطبيعي وبأن يتم تسجيله على شهادة ميلاد الطفل.
في نوفمبر 2017، أقرت الجمعية الوطنية لجنوب إفريقيا «مشروع قانون تعديل قانون العمل»، والذي تم تقديمه كمشروع قانون خاص من قبل عضوة البرلمان عن الحزب الديمقراطي المسيحي الإفريقي شيرين دادلي. تم توقيعه كقانون من قبل الرئيس سيريل رامافوزا في نوفمبر عام 2018. ويسمح القانون للأزواج المثلية، وكذلك للأولياء المتبنين أوالأباء عبر تأجير الأرحام، بأخذ إجازة الأبوة، ويحصل الآباء على 10 أيام على الأقل من إجازة الأبوة عند ولادة الطفل أو عند منحه أمر التبني. كما يمكِّن الوالدان بالتبني لطفل دون سن الثانية من العمر من أخذ إجازة تبني لمدة شهرين وأسبوعين متتاليين. إذا كان هناك والدان متبنيان، يحق لأحدهما الحصول على إجازة التبني ويحق للآخر إجازة الأبوة لمدة 10 أيام. وينص نفس الحكم على الوالدين في اتفاق للأمومة البديلة عبر تأجير الأرحام. دخل القانون حيز التنفيذ في 1 يناير 2019.

## الحماية من التمييز

خريطة جنوب إفريقيا مع علم فخر المثليين

تستند حماية حقوق المثلييت والمثليات ومزدوجي التوجه الجنسي والمتحولين جنسيا في جنوب إفريقيا إلى القسم 9 من الدستور، الذي يحظر التمييز على أساس الجنس أو الجندر أو الميول الجنسية، وينطبق على الحكومة وعلى الأطراف الخاصة. وقد صرحت المحكمة الدستورية بأنه يجب تفسير هذا القسم على أنه يحظر التمييز ضد الأشخاص المتحولين جنسياً. تم تعزيز هذه الحماية الدستورية من خلال السوابق القضائية للمحكمة الدستورية ومختلف القوانين التي يسنها البرلمان.
في عام 2012، قدم كونغرس القادة القدماء في جنوب إفريقي وثيقة تدعو إلى إزالة حقوق المثليين من دستور جنوب إفريقيا. قدمت المجموعة اقتراحا إلى لجنة مراجعة الدستور التابعة للجمعية الوطنية لتعديل المادة 9 من الدستور؛ كانت اللجنة، في ذلك الوقت، برئاسة النائب «سانغو باتيكيل هولوميسا»، الذي كان أيضا رئيس كونتراليسا. ورفض التجمع البرلماني للحزب الوطني الإفريقي الحاكم الاقتراح.
يحظر الدستور جميع أشكال التمييز غير العادل على أساس الجنس أو الجندر أو التوجه الجنسي، سواء ارتكبتها الحكومة أو طرف خاص. وفي عام 2000، سن البرلمان «قانون تعزيز المساواة ومنع التمييز غير العادل»، الذي يعيد تأكيد الحظر الدستوري ويقيم محاكم خاصة للمساواة للنظر في التمييز من قبل أطراف خاصة. ويمنع كل من «قانون المساواة في التوظيف، 1998» و«قانون تأجير الإسكان، 1999» التمييز في التوظيف والسكن، على التوالي.
كما يحظر «قانون تعزيز المساواة ومنع التمييز غير العادل» خطاب الكراهية والتحرش بناء على أي من أسس التمييز المحظورة. لا يوجد في جنوب إفريقيا أي قانون يفرض عقوبات متزايدة على جرائم الكراهية، ولكن تم التعامل مع الكراهية بدافع رهاب المثلية من قبل المحاكم كعامل مشدد للعقوبة.

### مشروع قانون منع ومكافحة جرائم الكراهية وخطاب الكراهية
سيحظر «مشروع قانون منع ومكافحة جرائم الكراهية وخطاب الكراهية»، الذي يناقشه فيه برلمان جنوب إفريقيا، جرائم الكراهية وخطابات الكراهية على أساس العرق، والهوية الجندرية والتوجه الجنسي، في جملة أمور. تم عقد مشاورات عامة حول مشروع القانون بين أكتوبر وديسمبر 2016. في أعقاب تحفظات بأن مشروع القانون ضبابي للغاية وتهدد حرية التعبير، تم تغيير الأحكام التي تتناول خطاب الكراهية، وأصبحت تنص كما يلي: «يجب أن تتضمن المعايير المؤهلة لخطاب الكراهية نية واضحة أن تكون ضارة أو تحرض على الضرر أو تشجع أو تنشر الكراهية على أساس السن والمهق والولادة واللون والثقافة أو الإعاقة أو الأصل العرقي أو الاجتماعي أو الجنس أو الهوية الجندرية أو حالة الإصابة بفيروس نقص المناعة البشرية أو اللغة أو الجنسية أو وضعية اللجوء أو الهجرة أو العرق أو الدين أو الجنس ، والتي تشتمل على ثنائيي الجنس أو التوجه الجنسي». ووافق مجلس الوزراء على مشروع القانون في مارس 2018. ويجب الآن تمرير مجلسي البرلمان له قبل أن يصبح قانونا. وقد أحيلت حاليا إلى لجنة العدل والخدمات الإصلاحية.
ويقول نشطاء حقوق الإنسان إنه في حين أن الاعتداء والقتل والاغتصاب غير قانوني، فإن عواقب الجرائم بدافع الكراهية يجب أن تكون أشد من الجرائم العادية. ويرجع ذلك إلى أن جرائم الكراهية هي «جرائم الرسائل» التي تضر بمجتمعات بأكملها. ووفقاً ل«مجموعة العمل المعنية بجرائم الكراهية»، فإن ما يزيد عن ثلث الجرائم يتم تحفيزها من خلال التحيز، مع الالتزام بمعظمها على أساس جنس الضحية أو جنسيته أو توجهه الجنسي. من ناحية أخرى، يعتقد العديد من الخبراء القانونيين أن القانون غير دستوري ويهدد حرية التعبير. عارض آخرون قسم الخطاب الذي يحض على الكراهية، مشبّهين له بقانون قمع الشيوعية، 1950. لم يواجه قسم جرائم الكراهية في مشروع القانون سوى القليل من المعارضة.

### إستراتيجية التدخل الوطنية لمجتمع المثليين
في أغسطس 2011، أنشأت وزارة العدل فريق العمل الوطني لمعالجة مسألة جرائم الكراهية ضد مجتمع المثليين. في أبريل 2014، أطلق وزير العدل جيف راديبي آنذاك إستراتيجية الادخل الوطنية لمجتمع المثليين تم تطويرها من قبل فريق العمل الوطني لمعالجة العنف القائم على التوجه جنسي والعنف القائم على الهوية الجندرية ضد الأفراد المنتمين إلى مجتمع المثليين. أنشأ فريق العمل الوطني فريقًا للاستجابة السريعة للحالات الجنائية غير المحلولة كمسألة ملحة وأصدر نشرة معلومات تحتوي على أسئلة متكررة حول الأشخاص من مجتمع المثليين. وذكرت راديبي أن وزارة العدل أقرت بالحاجة إلى إطار قانوني محدد لجرائم الكراهية وأن المسألة ستخضع للنقاش العام.

### التنمر في المدارس
لا تمتلك جنوب إفريقيا قانونًا محددًا لمكافحة التنمر. ومع ذلك، فإن "قانون 17 الحماية من التحرش 2011" يعطي الإغاثة على نطاق واسع لجميع ضحايا التحرش، بما في ذلك الأطفال. يهدف قانون عدالة الأطفال 75 2008" إلى إعادة تأهيل الأطفال الذين تقل أعمارهم عن 21 سنة والتوفيق بينهم. وبناءً على السن، يمكن تحميل المتسلط مسؤولية جنائية عن عدد لا يحصى من الأعمال الإجرامية، بما في ذلك الاعتداء، والتنمر، والقتل، والقتل العمد، وجريمة القذف، والسرقة، وإصابة ضارة بالممتلكات والحرق، اعتمادا على وقائع كل حالة.
ووفقاً لوزارة التعليم بجنوب إفريقيا، فإن تلاميذ جنوب إفريقيا هم «أكثر الأطفال عرضة للتنمر في العالم». في دراسة استقصائية أجريت عام 2015 من دراسة الاتجاهات في الرياضيات والعلوم الدولية ، أفاد 44% من طلاب الصف الخامس المشاركين (الذين تتراوح أعمارهم من 10 إلى 11 عامًا) أنهم يتعرضون للتنمر أسبوعيًا و 34% شهريًا. كان هذا أعلى من بين 38 دولة شملها الاستطلاع. أفاد 48% من الطلاب في المدارس العامة تعرضهم للمضايقات أسبوعيا. أما طلاب الصف التاسع (الذين تتراوح أعمارهم بين 14 و 15 سنة) فكانوا ثالث أكثر من تعرضوا للتنمر، بعد تايلند وبوتسوانا المجاورة، بعد أن أفاد 17% منهم بذلك أسبوعيا و 47% منهم شهريا.

## الخدمة العسكرية
يُسمح للأشخاص المثليين والمثليات ومزدوجي التوجه الجنسي والمتحولين جنسيا بالخدمة علنا في قوات الدفاع الوطني لجنوب إفريقيا. وفي عام 1996، اعتمدت الحكومة الكتاب الأبيض بشأن الدفاع الوطني، الذي تضمن البيان الذي جاء فيه: «وفقا للدستور ، لا تميز قوات الدفاع الوطني لجنوب إفريقيا ضد أي من أعضائه على أساس التوجه الجنسي». في عام 1998، تبنت وزارة الدفاع «سياسة تكافؤ الفرص والعمل الإيجابي»، والتي قد لا يُستجوب فيها المجندون بشأن توجههم الجنسي، ولا تهتم قوات الدفاع رسميًا بالسلوك الجنسي الشرعي لأعضائها. في عام 2002، وسعت قوات الدفاع الوطني لجنوب إفريقيا الامتيازات الطبية الزوجية والمعاشات إلى «الشركاء في شراكة حياة دائمة».

## الهوية الجندرية والتعبير عنها
يسمح قانون التعديلات على وصف الجنس وحالة الجنس للمواطنين بالتقدم لوضع تغيير جنسهم في سجل السكان، وبالتالي تلقي وثائق الهوية وجوازات السفر التي تشير إلى الجنس الجديد. يشترط القانون على الشخص أن يخضع لعلاج طبي أو جراحي. ويعتبر العلاج بالهرمونات البديلة كافٍ ولا يلزم إجراء جراحة إعادة تحديد الجنس.
حكمت عديد القراءات من محكمة العمل ضد أرباب العمل الذين يسيئون معاملة الموظفين الذين خضعوا لعملية تحول جنسي.

## علاج التحويل
يؤثر علاج التحويل تأثيراً سلبياً على حياة المثليين، ويمكن أن يؤدي إلى تدني احترام الذات والاكتئاب والتفكير في الانتحار.
تعارض كل مؤسسة طبية في جنوب إفريقيا هذه الممارسة العلمية الزائفة. تقول جمعية الأطباء النفسيين في جنوب إفريقيا أنه «لا يوجد دليل علمي على أن علاج التعويض أو التحويل فعال في تغيير التوجه الجنسي للشخص. ولكن يوجد دليل على أن هذا النوع من العلاج يمكن أن يكون مدمراً».
على الرغم من ذلك، يعتقد أن علاج التحويل تتم ممارسته في البلاد. في فبراير/شباط 2015، أدين مالكو معسكر لعلاج التحويل بالقتل، وإساءة معاملة الأطفال والاعتداء بقصد إلحاق ضرر جسدي خطير بعد العثور على ثلاثة مراهقين في المعسكر. وبحسب ما ورد، تعرض المراهقون للضرب بالمجارف وللكم وأنابيب المطاط، وتقييدهم إلى أسرتهم، وعدم السماح لهم باستخدام مراحيض في أي وقت، وأجبروا على تناول الصابون وبرازهم، كل ذلك بهدف «علاج» مثليتهم الجنسية. كان عمر المراهقين الثلاثة بين 15 و 19 عامًا.
خلال حقبة الفصل العنصري، قادت الدكتورة اوبري ليفين مشروع النفور، وهو برنامج تعذيب طبي مصمم لتحديد هوية الجنود المثليين، و «شفاء» مثليتهم الجنسية. وهذا يشمل الإخصاء القسري والعلاج بالصدمة. «من أجل الآخرين» (بالأفريكانية: Vir Ander)، هو فيلم دراما صدر في عام 2017، تم عرضه لأول مرة في 2 سبتمبر 2017 في مسرح الدولة في جنوب إفريقيا. تستند المسرحية على أحداث حقيقية، حيث تعرض قصص الشباب من الرجال الأفريكانيين الذين تمت ممارسة علاجات التحويل عليهم. ويتعامل الفيلم مع الرجولة والجنس والقبول، وتسلط الضوء على أهوال وفظائع علاج التحويل.

## التبرع بالدم
يسمح للرجال الذين يمارسون الجنس مع الرجال بالتبرع بالدم، ولكن يخضع المتبرعون المحتملون الذين لديهم شريك جنسي جديد (من أي من الجنسين) في الأشهر الستة الماضية لفترة تأجيل من التبرع.

## ظروف الحياة

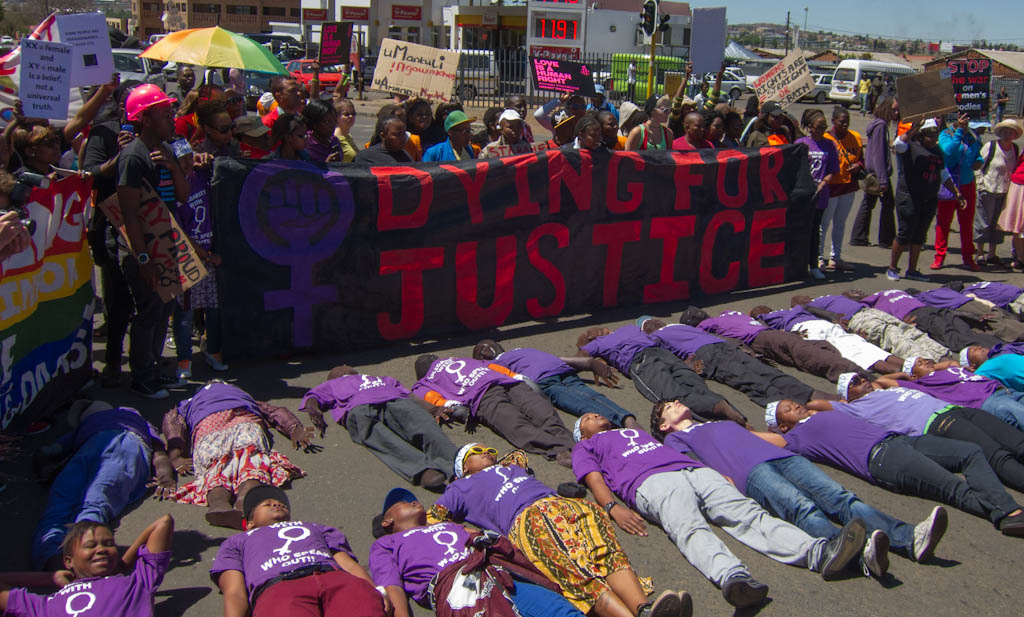
مشاركون في مسيرة فخر سويتو للمثليين في عام 2012 يتظاهرون ضد العنف الموجه لمثليات الجنس رافعين لافتة "الموت من أجل الحقيقة" وقمصان مكتوب عليها "التضامن مع النسلء الاتي يتحدثن علنا"

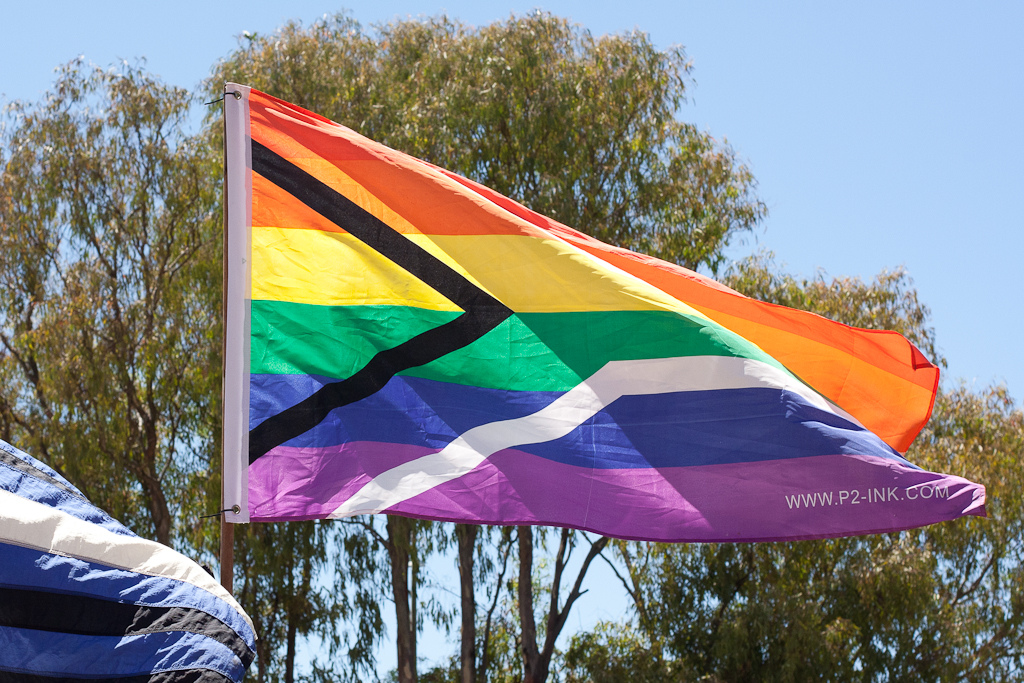
علم فخر المثليين لجنوب إفريقيا يرفرف في مسيرة فخر كايب تاون للمثليين في عام 2014.

أنكر رئيس الحزب الوطني حينذاك عام 1998 اتهامات وجِّهت إليه مفادها إقامته لعلاقة جنسية مع رجل لقاء مبلغ مالي مصرِّحاً بأنه «بوويرسون» (باللغة الأفريقانية: Boerseun) «ابن مزارع» على حد تعبيره؛ وهي إشارة منه قصد بها أن المثلية ليست من الأمور التي توجد عند الأفريكان. دعت منظمات الدفاع عن حقوق المثليين في جنوب إفريقيا إلى الاعتذار عن هذه التصريحات.
ثمة عدد من الحالات الموثَّقة التي وقعت فيها النساء المثليات ضحايا للاغتصاب أو الضرب المبرح أو حتى القتل. تكمن أحد الأسباب المفترضة والمساهمة في وقوع هذا النوع من العنف نتيجة ما يعد تهديداً تمثله المثليات على السلطة الذكورية التقليدية بعيون المجتمع. لا توجد تشريعات خاصة بجرائم الكراهية في جنوب إفريقيا، وبهذا الصدد فقد انتقدت منظمات حقوق الإنسان الشرطة الجنوب إفريقية لعدم تمكنها من معالجة قضية الجرائم الواقة بدوافع تحيزية، فمثلاً كانت منظمة أكشن إيد غير الحكومية قد أدانت تواصل الإفلات من العقاب واتهمت الحكومات بغض الطرف عن عمليات قتل المثليات جنسياً الموثَّقة في الهجمات المعادية للمثليين في جنوب إفريقيا، بالإضافة إلى عمليات ما يُعرف بـ«الاغتصاب التصحيحي»، والتي اشتملت على قضايا طالت طالبات قاصرات يقوم فيها المغتصبون الذكور بإدعاء قيامهم باغتصاب فتيات مثليات على نية «شفائهن» من توجهاتهن الجنسية.
وقع الرجال المثليون ضحايا للاعتداء الجنسي الهوموفوبي بنفس الوتيرة التي تعرضت لها النساء المثليات وفقاً للدراسات التي أشار إليها البرفيسور جان نال لمنظمة العفو الدولية في شهر مايو 2011 والتي كانت قد أجريت في ثلاثة من أصل مقاطعات جنوب إفريقيا التسعة، واقترح جان نال أن سبب وجود الاعتبار القائل بتعرض الذكور لخطر أقل مما تواججه الإناث يكمن بسبب ضعف إبلاغ الضحايا الذكور عن هذه الجرائم للسلطات، إضافةً إلى التغطية الإعلامية. كما هو الحال مع الضحايا من الإناث، يُعتقد أن الرجال المثليين المتأنثين هم الأكثر تعرضًا لخطر العنف، واتهم النشطاء الشرطة بإهمتل التعامل مع الحوادث، بما في ذلك سلسلة من تسع جرائم قتل ذات صلة برجال مثليي الجنس بين عامي 2010 و 2013.
وعلى الرغم من الحوادث المتكررة المعادية للمثليين، يتمتع الأشخاص من مجتمع المثليين في المناطق الحضرية الرئيسية، مثل جوهانسبرغ، بريتوريا، دوربان وكيب تاون، بتقبل إلى حد ما، ولدى جميع هذه المدن حياة ليلية مزدهرة للمثليين. تلعب الأنشطة الثقافية والفنية والرياضية والخارجية دورًا رئيسيًا في حياة المثليين جنوب الإفريقيين اليومية. تقام فعاليات ومسيرات الفخر السنوية في كيب تاون وجوهانسبرغ ودوربان وبريتوريا (والتي عقدت أول مسيرة لها عام 2013 ). تلبي المدن الصغيرة مثل بلومفونتين، بولوكوان، بورت إليزابيث، شرق لندن، بيترماريتزبرج وكنيسنا، أيضا، الأشخاص المثليين. تستضيف كنيسنا «ليوري ماردي غرا الوردي السنوي»، والتي تجذب الأشخاص من مجتمع المثليين من جميع أنحاء البلاد.

### التصوير والتمثيل في وسائل الإعلام والمجتمع
ينتج التلفزيون والسينما عديد البرامج التي تركز أيضا على حياة المثليين.
يبدو أن المسلسلات التلفزيونية الطويلة عبارة عن فضاء يعرض حياة المثليين، وكان بعض أبرزها مسلسل «إيغولي» (بالإنجليزية: Egoli) والذي تم إلغاؤه الآن والذي عرض فيه علاقة مثلية طويلة الأمد.
أظهرت قناة "SABC 1" بأنها تمثل بشكل نسبي مجتمع المثليين في جنوب إفريقيا في برامجها. يتميز مسلسلها الكوميدي «سيتي سيس توب لا» (بالإنجليزية: City Ses Top La) بشخصية مثلية حصل ممثلها «وورين ماسيمولا» على جائزة أحسن ممثل في مسلسل جنوب إفريقي. كان مسلسل «أجيال» (بالإنجليزية: Generations)
واحدا من أهم المسلسلات على قناة "SABC 1" الذي عرض قصص عديد الشخصيات من مجتمع المثليين، وذلك خاصة بعرض الشخصيتين العاشقين سينزو وجايسون؛ اللذان تزوجا لاحقا وأصبحها لديهما طفل. في مسلسل الصابون «أجيال: التركة» (بالإنجليزية: Generations: The Legacy)، هناك شخصية امرأة متحولة جنسياً باسم واتديل ومضيفها من أصدقاء من مجتمع المثليين وشركائها. كما يتميز تيلينوفيلا «أوزالو» (بالإنجليزية: Uzalo) شخصية مثلي الجنس باسم «جي سي»، الذي كان متورطا في نزاع الكنيسة حول حياته الجنسية، مما يدل على التصورات الديموغرافية الريفية والحضرية حول الجنس في جنوب إفريقيا. وشهدت القناة أيضًا نجاحات أخرى في العروض مع شخصيات من مجتمع المثليين مثل «المجتمع» (بالإنجليزية: Society)؛ «تقاطعات» (بالإنجليزية: Intersexions)، و«بعد 9» (بالإنجليزية: After 9) وغيرها. المسلسلات الأخرى التي عرضت شخصيات مثلية رئيسية هي: «إيسيدنكغو: الحاجة» (بالإنجليزية: Isidingo: The Need) والذي عرضت ستيف وهو شخصية مثلي الجنس؛ كانت ثولا مثلية الجنس في مسلسل «إيقاع المدينة» (بالإنجليزية: Rhythm City). وكانت شخصية جيروم (التي لعبتها «تيرنس بريدجيت» وهو ممثل مثلي الجنس) مثلي الجنس في «7دي لان» (بالإنجليزية: 7de Laan). مسلسل «فضيحة» لديه أيضا شخصية رئيسية «جاكو» في أول موسمين له. مسلسل تيلينوفيلا «الملكة» يضم سيلو ماكي كا نكوبي وهو يلعب شخصية مثلي الجنس.

### السياسة والقانون والنشاط
يمتلك مجتمع المثليين في جنوب إفريقيا تاريخًا متنوعًا من النشاط والتمثيل في المجتمع المدني وكل ما يتعلق بالعدالة الاجتماعية والنضال من أجل حقوق الإنسان التي يتم الاحتفال به في شهر فبراير من خلال شهر تاريخ المثليين: إدوين كاميرون وكاثي ساتشويل كونهما قاضيين بارزين في محكمة جنوب إفريقيا الدستورية والمحكمة العليا في جنوب إفريقيا على التوالي، بما في ذلك الباحث القانوني الرائد بيير دي فوس.
هناك منظمات طلابية لمجتمع المثليين فعالة وواضحة في الجامعات في جنوب إفريقيا، ومنها: جامعة ويتواترسراند، وجامعة كيب تاون، جامعة ستيلينبوش، وجامعة جوهانسبرغ وجامعة الكاب الغربية، وغيرها.
يعتبر سيمون نكولي، زاكي أشمات، فيونكا سولدات من أبرز النشطاء في مجال العدالة الاجتماعية وحقوق المثليين.

### التصويت الوردي
هناك أيضا عدد من السياسيين المثليين في برلمان جنوب إفريقيا والحكومة: في حزب المؤتمر الوطني الافريقي وحكومة جاكوب زوما، مثل لين براون رئيسة وزراء كيب الغربية سابقا، ووزيرة المؤسسة العامة سابقا. في التحالف الديمقراطي المعارض الرسمي، هناك زاخيلي مبيلي، وزير الشرطة في حكومة الظل، إيان أوليس وزير العمل في حكومة الظل سابقا ووزير التعليم الأساسي في حكومة الظل، مايك ووترز، وزير التنمية الاجتماعية في حكومة الظل سابقا، وماريوس ريدلينجويز، عضو البرلمان سابقا.

### المال الوردي
يتم توظيف المتخصصين من مجتمع المثليين في الشركات الكبرى في جميع أنحاء البلاد. كما يتم توجيه عدة حملات تسويق مختلفة للأشخاص من مجتمع المثليين، حيث يدرك عالم الشركات قيمة المال الوردي. في عام 2012، أجرت شركة «لانتش بوكس ميديا» أبحاثًا حول سوق مجتمع المثليين حيث اكتشفت أنه يضم ما يزيد قليلاً عن 4 ملايين شخص.

### سياحة المثليين
تستقطب جنوب إفريقيا سنوياً آلاف السياح من المثليات والمثليين ومزدوجي التوجه الجنسي والمتحولين جنسياً بسبب سمعتها كأكثر بلد صديق للمثليين في إفريقيا. يقدّم الموقع الجنوب إفريقي الرسمي للسياحة معلومات ونصائح سفر مفصَّلة للسياح المثليين. وتنتشر المنشآت السياحية الصديقة للمثليين في جميع أرجاء البلاد وتتوافر التفاصيل حولها على مختلف المواقع المعنية بسياحة المثليين.

### الدين
عبّر قادة دينيون بارزون عن دعمهم لحقوق المثليين والمثليات ومزدوجي التوجه الجنسي والمتحولين جنسياً في جنوب إفريقيا. من الداعمين المعروفين لحقوق المثليين رئيس أساقفة الكنيسة الأنجليكية في كيب تاون ديزموند توتو والرئيس الحالي لأسقفية كيب تاون ثابو ماكغوبا وآلان بوساك من الكنيسة الإصلاحية الضامة (URC). كما قضت الكنيسة المصلحة الهولندية المُحافظة بعدم وجوب التمييز ضد أعضاء الكنيسة المثليين وسمحت لهم بشغل مناصب كنسيّة معينة. في حين لا تزال هذه الكنيسة تواجه انتقادات كثيرة، حيث أصدرت محكمة حكماً ضد تجمع كنسي بعد طرده لموسيقي مثلي. وأثارت القضية على إثر ذلك الكثير من الضجة من مجتمع المثليين وضمن الأوساط الليبرالية.

## الرأي العام
على الرغم من أن النظام الدستوري والقانوني في جنوب إفريقيا يضمنان نظرياً المساواة، إلا أن القبول الاجتماعي ينقص بشكل عام، خاصة خارج المناطق الحضرية في النصف الشرقي من البلاد. وجد استطلاع عام 2008 أن 84% من مواطني جنوب إفريقيا قالوا إن العلاقات الجنسية المثلية خاطئة دائمًا، مقارنة بـ 8% قالوا إنها ليست خطأً على الإطلاق. في استطلاع 2013، قال 61% أن المجتمع يجب ألا يقبل المثلية الجنسية.
ومع ذلك، فإن دراسة رئيسية أجرتها «المؤسسة الأخرى» والتي تحمل عنوان «برودز التقدميين» رسمت صورة أكثر تعقيدًا للرأي العام في جنوب إفريقيا تجاه الأشخاص من مجتمع المثليين. بينما أفاد 72% منهم بأن العلاقات الجنسية المثلية خاطئة من الناحية الأخلاقية، فقد أشار 55% إلى أنهم «يقبلون» أحد أفراد الأسرة من محتمع المثليين و 51% يؤمنون بأن «المثليين يجب أن يتمتعوا بنفس حقوق الإنسان مثل جميع المواطنين الآخرين». وجد الاستطلاع أنه، بنسبة النصف، ساند جنوب إفريقيا الحفاظ على الحماية الدستورية الحالية تجاه الأشخاص المثليين. وانخفض عدد الذين «لا يوافقون بشدة» مع السماح بحقوق متساوية للزواج المدني للأزواج المثلية إلى 23% فقط.
أشارت دراسة استقصائية كبيرة أصدرتها منظمة «أفروباروميتر» في عام 2016 إلى أن جنوب إفريقيا لديها ثاني أكثر وجهات النظر المتسامحة تجاه الجيران من مجتمع المثليين في إفريقيا، بعد الرأس الأخضر، حيث أفاد 67% من الذين شملهم الاستطلاع أنهم إما «يحبون بشدة، إلى حد ما يحبون أو لا يهتمون» إذا كانوا يعيشون بجوار زوجين مثليين أو مثليتين. يتناقض هذا مع متوسط نطاق إفريقيا من 21% والنسب المنخفضة ب3% فقط في السنغال و 5٪ في أوغندا والنيجر.
وفقا لاستطلاع عام 2017 الذي أجرته المؤسسة الدولية للمثليين والمثليات ومزدوجي التوجه الجنسي والمتحولين جنسيا وثنائيي الجنس ("ILGA")، وافق 67% من مواطني جنوب إفريقيا على أن المثليين والمثليات ومزدوجي التوجه الجنسي ينبغي أن يتمتعوا بنفس الحقوق مثل الأشخاص المغايرين، في حين أن 17% لا يوافقون. بالإضافة إلى ذلك، وافق 72% على أنه يجب حمايتهم من التمييز في مكان العمل. إلا أن 24% من سكان جنوب إفريقيا قالوا إن الأشخاص الذين يقيمون علاقات جنسية مثلية يجب أن يعاملوا كالمجرمين، في حين أن أغلبية من 57% يعارضون ذلك. أما بالنسبة للأشخاص المتحولين جنسياً، فقد وافق 72% على أنه ينبغي أن يتمتعوا بالحقوق نفسها، بينما اعتقد 74% أنه ينبغي حمايتهم من التمييز في العمل وأن 64٪ يعتقدون أنه يجب السماح لهم بتغيير جنسهم القانوني.
بالإضافة إلى ذلك، وفقا لهذا الاستطلاع نفسه، فإن 9% من مواطني جنوب إفريقيا أفادوا بأنهم سيحاولون «تغيير» التوجه الجنسي لجيرانهم من الذكور إذا اكتشفوا أنهم مثليو الجنس، في حين أن 72% سيقبلونه ويدعمونه. وأفاد 8% منهم بأنهم سيحاولون «تغيير» التوجه الجنسي لجيرانهم من المثليات، بينما 76% سيقبلونهن كما هن.

## ملخص
| قانونية النشاط الجنسي المثلي                                                                  | (منذ عام 1998، بأثر رجعي منذ عام 1994)   |
| المساواة في السن القانوني للنشاط الجنسي                                                       | (منذ عام 2007، بتاثير رجعي منذ عام 1994) |
| قوانين مكافحة التمييز في التوظيف                                                              | (منذ عام 1995)                           |
| قوانين مكافحة التمييز في توفير السلع والخدمات                                                 | (منذ عام 1997)                           |
| قوانين مكافحة التمييز في جميع المجالات الأخرى (تتضمن التمييز غير المباشر، خطاب الكراهية)      | (منذ عام 1997)                           |
| قوانين مكافحة أشكال التمييز المعنية بالهوية الجندرية                                          | (منذ عام 1997)                           |
| زواج المثليين                                                                                 | (منذ 2006)                               |
| الاعتراف القانوني بالعلاقات المثلية بحكم الأمر الواقع                                         | (منذ عام 1999)                           |
| الاعتراف القانوني بالعلاقات المثلية على شكل شراكات مدنية                                      | (منذ عام 2006)                           |
| السماح للشخص العازب بالتبني بغض النظر عن توجهه الجنسي                                         | Yes                                      |
| تبني أحد الشريكين للطفل البيولوجي للشريك الآخر                                                | (منذ عام 2002)                           |
| التبني المشترك للأزواج المثليين                                                               | (منذ عام 2002)                           |
| يسمح للمثليين والمثليات ومزدوجي التوجه الجنسي والمتحولين جنسيا بالخدمة علناً في القوات المسلحة | (منذ عام 1998)                           |
| الحق بتغيير الجنس القانوني                                                                    | (منذ عام 2003)                           |
| علاج التحويل محظور على القاصرين                                                               | No                                       |
| الحصول على أطفال أنابيب للمثليات                                                              | (منذ عام 2003)                           |
| الأمومة التلقائية للطفل بعد الولادة                                                           | (منذ عام 2003)                           |
| تأجير الأرحام التجاري للأزواج المثليين من الذكور                                              | (منذ عام 2003)                           |
| إجازة الأبوة للشركاء المثليين                                                                 | (منذ عام 2019)                           |
| إلغاء تصنيف المثلية الجنسية كمرض                                                              | Yes                                      |
| إلغاء تصنيف التحول الجنسي كمرض                                                                | No                                       |
| قوانين مكافحة التنمر ضد المثليين في المدارس                                                   | No                                       |
| السماح للرجال الذين مارسوا الجنس الشرجي بالتبرع بالدم                                         | (منذ عام 2014)                           |

## وصلات خارجية
- مشروع مثلث (بالإنجليزية)
- Durban Lesbian and Gay Community Health Centre نسخة محفوظة 14 يناير 2016 على موقع واي باك مشين.
- المحكمة الدستورية - «حقوق المثليين والمثليات» (بالإنجليزية)
- مشروع مساواة المثليين والمثليات (بالإنجليزية)
- أرشيفات مثليي ومثليات جنوب إفريقيا (بالإنجليزية)